# Nyári István
Nyári István (Budapest,1952. február 25. –) Munkácsy Mihály-díjas (2009) és Prima regionális díjas (2021) magyar festőművész, a hiperrealizmus egyik legnagyobb hazai ikonja.

## Életpályája
Nyári István 1977-ben végzett a Magyar Iparművészeti Főiskola reklámgrafika szakán. 1978 óta foglalkozik képzőművészettel. A 70-es, 80-as évek fordulóján hiperrealista, fényképszerűen megfestett képekkel jelentkezett (Csirkeragu, 1981, Szombathelyi képtár), és e precíz, szenvtelen, de nagyon érzékletes, különböző motívumokat összemontírozó stílusban dolgozott jó egy évtizedig. Érdeklődése ezek után a giccs és a képzőművészet kapcsolata felé fordult, és e szemlélettől áthatva készítette képdomborműveit, objektjeit, tárgyösszeállításait. Egyéni kiállításai mellett számos csoportos tárlaton vett részt itthon, az USA-ban, Belgiumban, Csehországban, Nagy-Britanniában, Spanyolországban és Svájcban. Londonban a National Portrait Gallery kiválasztotta festményét bemutatásra, amelyet utána egy éven keresztül Skóciában es Wales-ben is kiállított. Művei több hazai közgyűjteményben megtalálhatóak, jelentős részük magángyűjteményeket gazdagít Ausztráliában, az USA-ban, Svájcban, Ausztriában és Magyarországon. Művészetéről 1994 óta folyamatosan jelennek meg publikációk – elismert hazai szakembereken kívül írtak róla Svájcban és Spanyolországban, és az Egyesült Államok legnépszerűbb online művészeti magazinja, a Juxtapoz is közölt róla terjedelmes, képekkel illusztrált cikket, később az art-sheep magazin is. 2019-ben felkerült a legdrágább élő és nem élő magyar képzőművészek listájára. Nyári rokonszenvez a Lowbrow mozgalommal, de alapvetően pop-szürrealistának tartja magát. 

## Magánélete
Édesanyja Gera Éva (1923–1996), édesapja Nyári Lóránt (1928–1982) festőművészek voltak. Közeli rokona Bokros Birman Dezső, a 20. század első felének egyik legkiválóbb magyar akt- és portrészobrásza.
Első felesége Gink Judit (1953–2009) textilművész, második felesége Hegyi Ibolya (1953–2016), textilművész, művészettörténész, házasságukból egy gyermek született (Gábor, RTL Senior kreatív producer, 1977). Harmadik felesége Birck Mercédesz (EU kompetencia-fejlesztő és karrier coach), házasságukból egy gyermek született (Benjámin, festőművész, 1988). Unokái Luca (2007), Simon (2011), Áron (2021), Theo (2023).
1985 és 1990 között az Egyesült Államokban élt. A 2000-es évektől Brüsszelben, Londonban, Amszterdamban és Budapesten él.

## Festészete

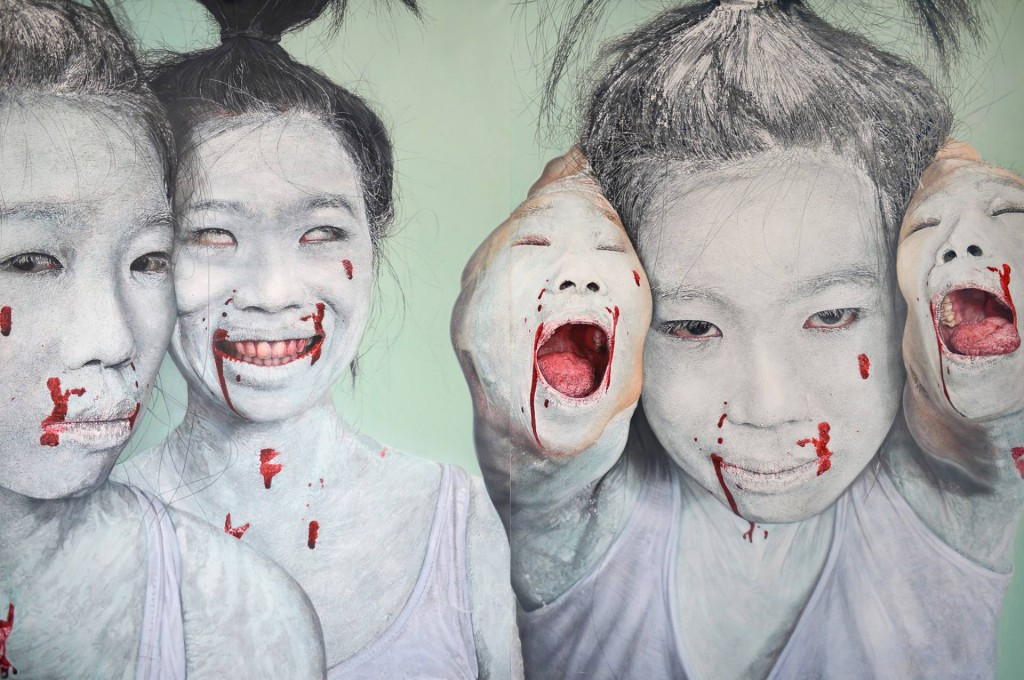

"Nyári Istvánt leginkább (hiper)realizmus és pop-szürrealizmus határán egyensúlyozó, egész falakat betöltő festményeiről ismerik. Alkotásai kapcsán általában poszthumán víziókat, giccsbe hajló elemeket, abszurd szituációkat és különböző szubkultúrákból válogatott jelenségeket emlegetnek, amelyek szatirikus, már-már ijesztő módon tükrözik a XXI. század fogyasztói társadalmának abszurditásait és tárgyiasult környezetünk nyomasztó fixációit."
(forrás: Új Művészet, Sirbik Attila)
A Műcsarnok 2016-os Frissen című kiállitásának kurátora így látja Nyárit:
„Nyári képei olyan távolságokra visznek, amelyekre általában csak a zene képes. A művész azonban a vizuális művészetet választotta. Akrillal vászonra megtervezve, ugyanakkor isteni, gyerek módra határtalan szabadságot és kalandokat adva lelkünknek és elménknek. Sokszor olyan kalandokat, amelyeknek az átéléséhez szükséges eszközök mindig is a birtokunkban voltak, de nem láthattuk az előttünk álló képtől -a látványt takaró komolykodó önmagunktól. Nyári szórakoztat. Szikrát szórva, élesen akár szemet ki- és szíven szúrva, a megjelenített és a látottakon felbuzduló gondolatszféráink végtelenségében okozott nagyításaival hozzánk meglepően közel kerülve, zavarbaejtő zavart okozva.
Munkái kívülállóként határozzák meg, de sok tekintetben mégis jellemző rá a 70-es évek végén Los Angelesben induló lowbrow művészeti mozgalom stílusa, amelynek fő kifejezési formája a festészet. A kaliforniai szubkultúrából előlépő irányzat többek között a kiállított anyagban szintén megjelenő erotika, giccs, műanyag rajzfilmfigura, kustom pop és sideshow kultúra, retró illusztráció, tetoválás és vallásos művészet sajátosságait használja.” (forrás: Nyári István: Ameurópai kívülálló, mma.hu – egyenesen a műteremből)
Szemethy Orsolya (artmagazin, 2007) szerint 
„ha Nyári István kegyetlenül konkrét csendéleteit nézem, aggasztó érzések kerítenek a hatalmukba. Hisz önmagában egy Pokémon cseppet sem vérfagyasztó. A kontextus azonban megerősíti a feltételezést: még e kis jószágban sem bízhatok többé! Ha hiba kerül a mátrixba, az apró műanyag mancsok láncfűrészt ragadnak és nekiesnek a porcelánmalackának. Nincs bejárónő, aki el tudná tüntetni a vérfoltokat a tett színhelyéről: a csillogó vitrines szekrény színpadáról... Az üzenetek nyugtalanítóak, a körítés ellenben káprázatos. Ki tudna ellenállni egy Barbie baba mindennél tökéletesebb mosolyának vagy a pihe-puha rózsaszirmoknak, a barokkos kavargásnak és éteri fényeknek? Kissé alaposabb nézelődés után természetesen kiderül, hogy a selymes felületek talán kicsit túlságosan is tökéletesek, kőkeményen lepattan róluk a tekintet, a rózsaszirmok is inkább egy frissen nyúzott húscafat gyöngyöző felületére emlékeztetnek, deréktól lefelé Barbie habteste is hagy némi kívánnivalót maga után. Mindig azt gondoltam, hogy az ilyen kedves, vicces és halálosan ironikus jelzések fontosak a művészetben, ha nem történetet mesélnek (mint Csernus Tibornál), hanem a mikroorganizmusok popkultúrájába kalauzolnak természettudományos alapossággal, a hatásmechanizmus hasonló. A professzionális kivitelezéssel húzzák be a nézőt a történetbe, amiről regélnek. Csernus bábjai valódi modellek, de hogy mit tartanak az éjjeliszekrényükön esetleges összevisszaságban, azt Nyári István mutatja meg nekünk. ...
Ha Tarantino Kill Bill-eposzait nézzük, hasonlóan vonzó díszletek között vehetünk részt megannyi szimbolikus próbatételben... Ami Jeff Koonsnál az arany, az itt a vér...„
Nyári István egy interjúban így vall festészetéről:

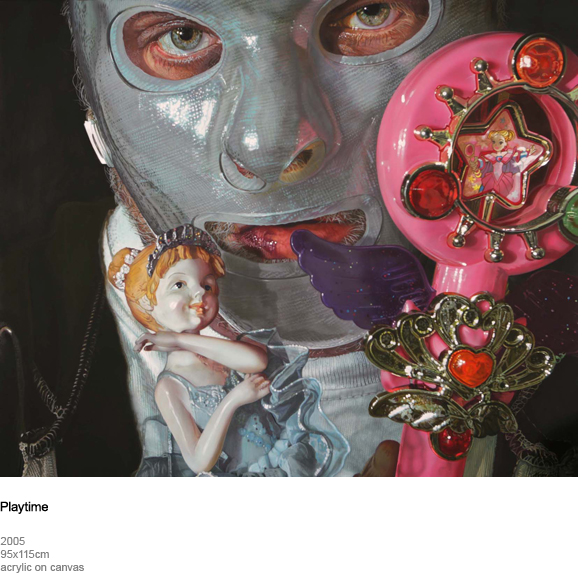

„A hétköznapiság metafizikája, a populáris lét filozófiája, ha tetszik, a tömegek ízlésrendszerének az összekavarodása, hol véletlenszerűen, hol direkt zűrzavart okozva hat a hétköznapi nézőre. Ugyanakkor kellemesen bizsergető vagy irritáló hatást gerjeszt a művészetet kitanult szemlélőben is. Nagyon is elképzelhetőnek tartom kiművelt fejek zsigeri ellenállását képeim tartalmának befogadása közben, hiszen alapvető giccstabukat, téziseket emelek be képeimbe, próbára téve türelmüket, pedig ha vennék a fáradságot, talán megkegyelmeznének nekem és a tárgyaknak, újragondolnák megrögzött filozófiájuk elévült igazságtartalmát. Számomra az eltelt idő, az 1974-es évektől napjainkig arra bizonyíték, hogy megtanított a kételkedés nagyszerűségére, a „kitagadott tárgyak, gondolatok” megismerésére, megszeretésére, a tabuk ledöntésére,  a tanultak megkérdőjelezhetőségére.1 Mit jelent képzőművészeti értelemben a szabadság az Ön számára, egyfajta kitárulkozást és ezzel összefüggésben zavarkeltést is? Ny. I.: Vizuális szakmai értelemben nincs szó zavarkeltésről. Festészetem közérthetően jelenik meg, nincs szükség magasabb szintű művészeti ismeretekre befogadásakor. A néző azt kapja, amit lát, minden felismerhető, könnyen percipiálható. Tartalmi, jelentésbeli zavar azért természetesen előfordulhat. Minden ember másképpen gondolkodik, más a genetikai hozománya, más a tanulmányi végzettsége, mások a nevelésbeli korlátai, vallásos, ateista stb. Tehát, ha zavarkeltésről beszélünk, azt akár el is fogadhatom, de az nem a közönségnek szól, hanem önmagam filozófiai kísérleteiről a megszokott, a hagyományos, a polgári unalom elleni devianciaként. Ha ezt szabadságnak hívjuk, akkor ez igaz megállapítás, bár a kockázat, amit bevállalok, nem mindig kifizetődő, sőt teljes visszautasítást is szülhet. Örömmel vállalom ezt a fajta harcos szabadságot.” (forrás: Sirbik Attila: A kételkedés nagyszerűsége – Interjú Nyári Istvánnal, Új művészet, 2016. április 8.)

## Egyéb munkái
Pályája elején reklámgrafikusként tervezett komoly és könnyűzenei lemezborítókat, többek között az ő munkái az Omega együttes Gammapolis, Az arc, a Hobo Blues Band Középeurópai Hobo Blues című albumok borítója. (Teljes munkássága itt:)
Nyári tervezte és Haraszti Miklóssal együtt nyomtatta a Beszélő című szamizdat folyóirat első borítóit.
Dolgozott az Omega látványtervezőjeként, a Hobo Blues Band jelmeztervezőjeként, majd Bódy Gábor Nárcisz és Psyché című filmjében a látványvilág kialakításában lett Bachman Gábor alkotótársa.
„Még nem létezett olyan pozíció Magyarországon, hogy „art director”, hanem volt díszlettervező, jelmeztervező, sminkes, satöbbi, mi viszont nem szerettük volna, ha teljesen különböző ízlések és stílusok jelennek meg a filmben. Kitaláltuk, hogy látványtervezők leszünk, de már a szóban is benne van ez a váltás, hiszen díszlet helyett a teljes látványt akartunk megalkotni. Így elkezdődött egy generációs harc is. Például Bódynak is be kellett bizonyítanunk, hogy érdemesek vagyunk arra, hogy a látvány dolgában szabad kezet kapjunk, annak ellenére, hogy éppen csak kijöttünk a főiskoláról, és nagyon fiatalok voltunk. Bizonyítanunk kellett, hogy miért akarunk a díszlet mellett beleszólni a jelmezekbe, sminkbe, világításba is, azaz mindenbe. Ezért a filmgyárban kiállítást kellett rendeznünk a Psyché látványterveiből.  Bachman Gábor, Nagy Péter, Janesch Péter és én kezdtük el a tervezést, de nagyon hamar csak ketten maradtunk, a Bachman és én. A kész anyagot, ami tíz nagyméretű tablóból állt, a filmgyár egyik nekünk kialakított termében állítottuk ki. Azt hiszem, előtte még senkinek sem kellett ilyen kiállítást rendeznie a tervekből, de végül sikerült elérni, hogy megkapjuk ezt a pozíciót.  A végén még a kínzószéket is mi terveztük, nem adtuk oda az asztalosoknak a munkát, mert tudtuk, hogy mit akarunk, sőt néha még a kamerába is belenéztünk, hogy az operatőr, Hildebrand István mit lát pontosan. Csak egy embert nem tudtunk befolyásolni, Kovács Attilát, aki inkább mesefilmes világban gondolkozott. Utólag megállapítva, kicsit a későbbi Tim Burton-filmekre hasonlító, szürreális lovaskocsikat tervezett, de ebbe nem tudtunk beavatkozni, mert nem akartunk. Mi másképp fogtuk fel a Psychét, de Bódy valamiért elfogadta.” (artportal, Balázs Kata, Szabó Eszter Ágnes)

## Idézetek róla
"A hiperralizmusra jellemző, hogy általában közömbös, hétköznapi tárgyakat választ témaként, a valóság olyan szegmentumait, melyek reflexszerűen, kontroll nélkül oltódnak belénk. Nyári művein azonban egyetlen valóságszelet mechanikus megismétlése helyett fotórészletekből montírozott szürrealisztikus látomásoknak lehetünk tanúi."
Sasvári Edit
"Nyári képei mesterségesen konstruált valóságot hirdetnek, miközben álmokat és vágyakat ébresztenek a nézőben. A ,,vulgárisat”, az ,,idétlent”, a ,,cikiset” hangsúlyozza a szigorúval szemben, és egy eklektikus festészetet javasol."
Készman József

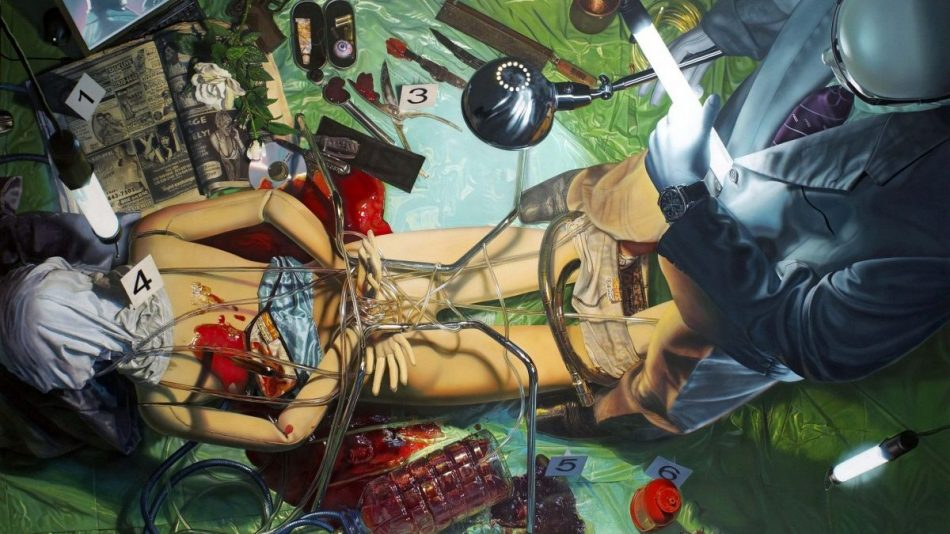

"Nyári balanszíroz: tudatosan kontráz és rekontráz. Az eredmény több mint meglepetés: a képek teremtettek a káoszvilág-modell Nyári-műteremben Rendet. A számos kettősség ellenére, mert miközben kemény éllel rajzosak, de részeik gyakran sfumatós homályba vesznek, akad közöttük monokróm de a legtöbb rajz mégis par excellence: festmény."
Szegő György
"Nyári képeinek meghatározó eleme a humor, a játékosság, még ha gyakran ábrázol magára hagyatottságot, magányt ( Tutira elment.....2007). Ám a vicces tárgyak ezeken a képeken is szerepelnek, épp azok adják a kontrasztját a megjelenített érzelmeknek.
Az egyszerre mindent kifigurázni, s épp ezáltal őszintének és komolynak lenni az udvari bolond kiváltsága volt, nem véletlenül gyakori a kulturális köztudatban a művész mint clown metafora. Ezt Nyári is őrzi, s ez a bohóc-attitűd műveiben egyértelművé válik."
Bordács Andrea

## Egyéni kiállításai
- 2021 David Kovats Gallery, London[11]

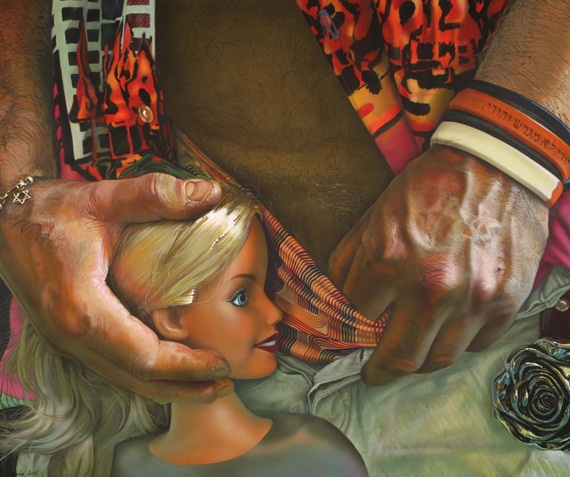

- 2017 Beauty & Beast, NextArt Galéria, Budapest[12]
- 2016 kArton galéria, Budapest[13]
- 2013 Virág Judit Galéria, Budapest[14]
- 2008 White Galéria, Budapest
- 2007 White Galéria, Budapest
- 2006 White Galéria, Budapest
- 2004 MEO – Kortárs Művészeti Gyűjtemény, Budapest
- 2003 Galamb Galéria, Budapest
- 2001 XO Galéria, Budapest
- 1999 XO Galéria, Budapest
- 1996 Vigadó Galéria, Budapest
- 1994 Várfok Galéria, Budapest
- 1992 István Király Múzeum, Székesfehérvár
- 1991 Dorottya utcai Kiállitóterem. Budapest
- 1985 Liget Galéria, Budapest
- 1976 Fiatal Művészek Klubja, Budapest

## Válogatott csoportos kiállítások

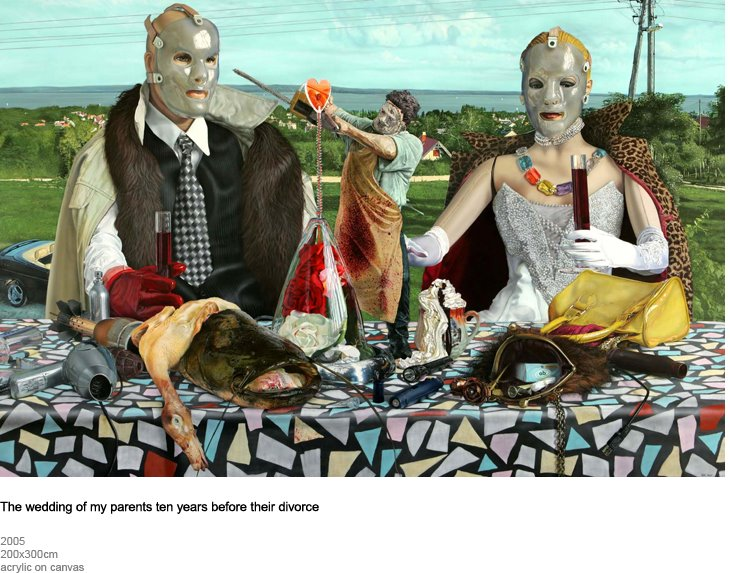

- 2015 Frissen – Egyenesen a műteremből, Műcsarnok[15]
- 2014 Kápolna Galéria, -Kecskemét-Határlények- Az emberi test átváltozásai, Múzeumok Éjszakája
- 2013 Deadly Nature – Modem, Debrecen
- 2011 Mexico Sinestro, Resistance Gallery London
- 2011 BP Portrait Award, Aberdeen Art Gallery
- 2011 BP Portrait Award, National Portrait Gallery London
- 2010 Legszínesebb nyár, BUMBUM, Budapest
- 2009 Kortársak és klassikusok válogatott munkái. BUMBUM, Budapest
- 2008 White Galéria, Budapest
- 2007 White Galéria, Budapest
- 2006 “Hommage á Márai Sándor“, Home Galéria, Budapest
- “One for All and All for One”, Aeroplastics Gallery, Brüsszel, Belgium
- 2005 “Playtime”, Aeroplastics Gallery, Brussels, Belgium
- 2003 “A Mikulás is ember”, MEO, Budapest
- 2002 “Örökölt realizmus”, Szombathelyi Képtár, Szombathely
- 2002 KunstZurich, Zürich, Svájc
- 2001 “Szobrászaton innen és túl”, Műcsarnok, Budapest
- 2000 KunstZurich, Zürich, Svájc
- “Dialógus”, Műcsarnok, Budapest
- 1997 “Olaj/Vászon”, Műcsarnok, Budapest
- “Diaszpóra (És) Art”, Dohány utcai Zsinagóga, Budapest
- 1996 “Helyzet-kép”, Műcsarnok, Budapest
- 1995 “Art of 80s”, Ernst Múzeum, Budapest
- 1993 “Nueva Pittura del Este”, Galeria del Arte Detursa, Madrid, Spain
- 1990 “Test-ék”, Budapest Galéria, Budapest
- 1987 “Mágikus Művek”, Szombathely
- 1986 Fashion Institute of Technology, New York
- 1984 “kb. 50515253 cca”, Pécs Galéria, Pécs
- 1983 Studio’83, Műcsarnok, Budapest
- 1982 “Studio ’82”, Műcsarnok, Budapest
- 1978 Fiatal Művészek Klubja, Budapest

## Művei közgyűjteményekben
- Szombathelyi Képtár. Szombathely
- Tragor Ignác Múzeum, Vác
- István Király Múzeum, Székesfehérvár
- Csók István Képtár, Székesfehérvár
- Kortárs Művészeti Múzeum, Ludwig Múzeum, Budapest
- Magyar Nemzeti Galéria, Budapest
- Művészeti Gyűjtemény, Dohány utcai Zsinagóga, Budapest
- Fashion Institute of Technology, New York